# McDonald (Kansas)
Pour les articles homonymes, voir McDonald.
McDonald est une ville américaine située dans le comté de Rawlins, au Kansas. Selon le recensement de 2020, sa population est de 113 habitants.